# E–3 Sentry
Az E–3 Sentry légtérellenőrző repülőgép, melyet a Boeing 707 repülőgépből alakítottak ki az Amerikai Egyesült Államokban az 1970-es években. A repülőgéptörzs tetejére szerelték fel a 9,1 méter átmérőjű, 1,8 méter magas körbeforgó rádiólokátor antennáját, a törzsben pedig munkahelyeket alakítottak ki a kezelőszemélyzet részére. A gyártó országon kívül rendszeresítette Franciaország, az Egyesült Királyság, Szaúd-Arábia és a NATO is (ez utóbbi repülőgépek luxemburgi felségjellel repülnek). A típus gyártását 1992-ben, 68 példány elkészülte után leállították.

## Fejlesztése
1965 júniusában az amerikai légierő ajánlatokat kért az EC–121 Warning Star légtérellenőrző repülőgép lecserélésére. Az új repülőgépet fel kívánták szerelni egy olyan modern, lefelé néző radarral, amely képes volt akár a szárazföld felett alacsonyan repülő gépek jelét is elkülöníteni a földről visszaverődő zajtól. Az ajánlatok alapján a Boeing, a Douglas és a Lockheed kapott lehetőséget a projektben való részvételre. 1966-ban a Lockheedet kizárták, így 1967-ben két párhuzamos program indult el a radarrendszer kifejlesztésére. Az egyik radart beszállító cég a Westinghouse, a másik a Hughes Aircraft volt. 1968-ban egy erre a célra átépített EC–121Q-n próbálták ki az Overland Radar Technology szárazföld feletti radartechnológiát.
A Boeing 707-en alapuló ajánlat végül is 1970 júliusában legyőzte a Douglas DC–8-at. A 707-et a terv szerint négy General Electric TF34 hajtómű hajtotta volna. A légierő két prototípusra adott le rendelést; az EC-137D-n értékelték a Westinghouse és a Hughes radarrendszereit. Mivel a radarrendszerek értékeléséhez nem volt szükség a szériagéptől elvárt 14 órás repülési időre, az EC–137-eseken megtartották a Boeing 707 utasszállítón megszokott Pratt & Whitney JT3D hajtóműveket. Az első EC–137 1972. február 9-én szállt fel és 1972. márciusa és júliusa között végzett radarértékelési repüléseket.
Az értékelések eredményeként az új légtérellenőrző repülőgéphez a Westinghouse radarját választották ki. Eredetileg a Hughes rendszerét tartották esélyesebbnek, mivel az sokban megegyezett a szintén akkoriban fejlesztett F–15 radarrendszerével. A Westinghouse-rendszer azonban gyors Fourier-transzformációval digitálisan dolgozta fel a 128 Doppler-frekvenciát, míg a Hughes-rendszer az F–15 analóg rendszereit alkalmazta. A Westinghouse csapat győzelmét végül a 18 bites jelfeldolgozó számítógép tette teljessé, amelyet minden egyes bevetés előtt az adott feladatra lehetett felprogramozni. Ez különösen a horizonton túli üzemmódnál volt hasznos, amellyel kiegészíthették a Doppler-impulzus üzemmódot.
1973. január 26-án az Air Force jóváhagyta az AWACS gépek fejlesztési programját és három nullszériás gépre adott le rendelést. Költségtakarékossági szempontból enyhítettek a repülési idő előírásán, így a géptípus megtartotta a P&W JT3D hajtóműveit. A bevetésirányító számítógép- és kijelző-rendszer fejlesztésével az IBM-et és a Hazeltine-t bízták meg. Az IBM számítógép elnevezése 4PI lett, a rendszerszoftert JOVIAL-ban írták. Egy SAGE radarrendszer-operátor számára a rendszerben használt szimbolika már ismerősnek tűnhetett.